# Antoni Coll Prohens
Antoni Coll Prohens   (Felanitx, 1 d'abril de 1915 - Madrid, novembre 1936) fou un militant de les Joventuts d'Esquerra. De malnom Llempiabotes. Va néixer un 1 d'abril al carrer de Calafiguera de Felanitx (Mallorca). Son pare era sineuer i sa mare felanitxera.
La seva família tenia un forn a Portocolom. Havia fet el servei militar a Infanteria de Marina on havia arribat a sergent. S'embarcà en l'expedició que havia de participar en l'Olimpíada Popular de Barcelona de 1936. En esclatar el cop d'estat feixista es presentà voluntari a les milícies. Anà al front de Madrid on es feu famós per destruir carros de combat, tirant-los bombes de mà per la finestreta d'observació. En total va destruir quatre tancs, per aquest motiu fou conegut popularment com el tanquista Coll.
El 10 de novembre de 1936 morí en combat, metrallat per un tanc, al Cerro Blanco del barri d'Usera de la capital espanyola. Per la seva gran popularitat se'n feren romanços, destacant algunes de les seves gestes i a Madrid, durant una temporada, la carrera de san Jerónimo portà el seu nom. A més, aparegué als noticiaris republicans i s'editaren segells de correus amb la seva efígie. Li dedicaren poemes en espanyol i aparegué, patrocinat pel PCE, a la premsa republicana de l'època com un heroi popular.
També, l'escultor Jaume Mir dedicà al tanquista Coll una de les seves obres.